# Cavicularina
La cavicularina es un  metabolito fenolico natural secundario aislado de la hepática Cavicularia densa. Este macrociclo es inusual porque era el primer compuesto aislado de la naturaleza que presenta actividad óptica debido únicamente a la presencia de quiralidad planar y quiralidad axial. La rotación específica de la (+)-cavicularina es + 168,2 °. Es también una molécula muy tensa. El  anillo para sustituido de fenol  se dobla alrededor de 15° fuera de la planaridad, con la adopción de una cierta geometría similar a un barco. Este tipo de tensión angular en compuestos aromáticos está normalmente reservado para los ciclofanos sintéticos.

Riccardin C, representación de la molécula plana

## Síntesis total
En 2005 y de nuevo en 2011, el compuesto se preparó mediante síntesis total junto con el compuesto ricardina C. La estrategia utilizada fue una reacción radicalaria. En 2013 se ha informado de varios procedimientos, uno basado en transanulación, que se basa en una reacción de Diels-Alder y uno (racémico), basado en una reacción de acoplamiento.